# Míli
Pour les articles homonymes, voir Mili (homonymie).
Míli ou Μyloi était autrefois un village de Réthymnon construit dans la gorge “Myloniano”, situé à 7 km de Réthymnon, sur la gauche de la route de Chromonastiri. Il se composait de deux quartiers : Ano (hauts) Míli et de Kato (bas) Míli. Depuis 1972, les Ano et Kato Míli sont abandonnés et leurs habitants se sont déplacés vers le nouveau village de Míli à l'ouest, en dehors de la gorge, à une altitude de 270 mètres. Les anciens villages dans la gorge sont devenus aujourd’hui une zone touristique. 
Míli signifie « moulins ». Leurs vieux moulins sont une caractéristique de ces villages et sont déclarés monuments protégés (GG D 728/21-9-1995).
La zone sud de la gorge Myloniano a beaucoup d’eau, et c’est pour cela que des moulins y étaient construits.
La gorge est le foyer de nombreuses espèces rares de la flore crétoise. L'accès à la gorge est très facile. La gorge pendant l’époque de la domination vénitienne était connue sous le nom Vallée Camilari.

## Histoire
L'histoire de ces moulins à eau commence le Moyen Âge. La mention la plus ancienne de ces moulins se trouve dans un document notarial de 1643. La production de la farine a été particulièrement importante au cours des siècles passés. Une cause substantielle de la création de ces moulins était la politique vénitienne pour le blé. Cette politique d'autosuffisance, mise en œuvre par les conquérants, était stratégiquement importante pour un maximum d'indépendance, dans des cas d'exclusion de l'île par de flottes ennemies.
Pendant l'occupation ottomane, les Turcs vivaient à Kato Myloi où les sols sont plus productifs, il y a plus d'eau et le marché de Réthymnon est plus proche. Les Turcs appelaient le village Deimenlou ou Deimenlik, ce qui signifie lieu des moulins. Pendant l'occupation allemande 10 moulins sont de nouveau ouverts parce que les moulins à diesel de la ville de Réthymnon ont cessé de fonctionner, à cause du manque de carburant.
En 1963 le Ministère des Services Sociaux, conformément à une conclusion scientifique des géologues, a décidé de transférer le village. En 1972 les habitants avaient des maisons nouvelles et ont abandonné Ano et Kato Myloi. Il y a encore des restes du réseau d'eau et des parties du mécanisme de moulins à eau, qui a commencé à décliner dans la fin du XIXe siècle et progressivement était abandonné depuis le début du XXe siècle.

## La gorge
Cette gorge verdoyante abrite de nombreuses espèces rares de la flore crétoise. Son entrée se trouve au sud du village de Chromonastiri et sa sortie près du village Xiro Chorio. Οn peut visiter la gorge seulement à pied. Cet itinéraire de deux heures donne aux voyageurs des images uniques, surtout pendant le printemps et l'été. La gorge est littéralement étouffée en vert et on peut observer les ruines de maisons de deux villages et les restes d'une trentaine de moulins. 
Il y a aussi de nombreuses grottes sur les pentes de la gorge et plusieurs églises pittoresques sont préservées comme St. Antoine, Sainte-Croix, Saint-Jean (une grotte), Cinq Saints Virgins, Agia Paraskevi, Agios Nikolaos et la Vierge de Halevi.